# Abies squamata
Abies squamata é uma espécie de conífera da família Pinaceae.
Apenas pode ser encontrada na China.